# Birmingham Grand Prix 2015
Il Birmingham Grand Prix 2015 è stato la 18ª edizione dell'annuale meeting di atletica leggera; le competizioni hanno avuto luogo all'Alexander Stadium di Birmingham, il 7 giugno 2015. Il meeting è stato la quinta tappa del circuito IAAF Diamond League 2015.

## Risultati
Di seguito i primi tre classificati di ogni specialità.

### Uomini
| Specialità             |                         | Prestazione | 2º classificato            | Prestazione | 3º classificato    | Prestazione |
| 100 m                  | Marvin Bracy            | 9.93        | Adam Gemili                | 9.97        | Michael Rodgers    | 9.97        |
| 300 m                  | Wayde van Niekerk       | 31.63       | Chris Brown                | 31.99       | Delano Williams    | 32.14       |
| 800 m                  | Nijel Amos              | 1:46.77     | Adam Kszczot               | 1:47.03     | Marcin Lewandowski | 1:47.45     |
| 1500 m                 | James Kiplagat Magut    | 3:37.61     | Hillary Cheruiyot Nghetich | 3:38.42     | Vincent Kibet      | 3:38.60     |
| 5000 m                 | Thomas Pkemei Longosiwa | 13:07.26    | Isiah Kiplangat Koech      | 13:11.22    | Stephen Mokoka     | 13:20.22    |
| 110 m ostacoli         | Orlando Ortega          | 13.20       | Garfield Darien            | 13.25       | Jeff Porter        | 13.27       |
| Salto in lungo         | Greg Rutherford         | 8.35 m      | Michael Hartfield          | 8.23 m      | Dan Bramble        | 8.17 m      |
| Salto triplo           | Christian Taylor        | 17.40 m     | Benjamin Compaoré          | 17.01 m     | Tosin Oke          | 16.71 m     |
| Lancio del giavellotto | Julius Yego             | 91.34 m     | Vítezslav Vezely           | 88.18 m     | Keshorn Walcott    | 86.43 m     |

     Atleti al primo posto della classifica di specialità

### Donne
| Specialità       |                         | Prestazione | 2º classificato          | Prestazione | 3º classificato      | Prestazione |
| 200 m            | Janeba Tarmoh           | 22.29       | Allyson Felix            | 22.29       | Dina Asher-Smith     | 22.30       |
| 400 m            | Stephenie Ann McPherson | 52.14       | Geisa Aparecida Coutinho | 52.59       | Anyika Onuora        | 52.75       |
| 800 m            | Eunice Jepkoech Sum     | 1:59.85     | Laura Muir               | 2:00.42     | Joanna Jóźwik        | 2:00.74     |
| 1500 m           | Sifan Hassan            | 4:00.30     | Abeba Aregawi            | 4:01.97     | Laura Weightman      | 4:06.42     |
| 100 m ostacoli   | Dawn Harper-Nelson      | 12.58       | Brianna Rollins          | 12.63       | Tiffany Porter       | 12.65       |
| 400 m ostacoli   | Kaliese Spencer         | 54.45       | Cassandra Tate           | 54.73       | Zuzana Hejnová       | 55.00       |
| 3000 m siepi     | Virginia Nyambura       | 9:24.01     | Hyvin Kiyeng             | 9:25.20     | Lydia Chepkurui      | 9:26.54     |
| Salto in alto    | Kamila Lićwinko         | 1.97 m      | Justyna Kasprzycka       | 1.94 m      | Mariya Kuchina       | 1.94 m      |
| Salto con l'asta | Fabiana Murer           | 4.72 m      | Mary Saxer               | 4.62 m      | Anzhelika Sidorova   | 4.62 m      |
| Getto del peso   | Christina Schwanitz     | 19.68 m     | Cleopatra Borel          | 18.80 m     | Tia Brooks           | 18.67 m     |
| Lancio del disco | Sandra Perković         | 69.23 m     | Dani Samuels             | 64.89 m     | Mélina Robert-Michon | 63.23 m     |

     Atlete al primo posto della classifica di specialità
     Prestazione che stabilisce il nuovo record del meeting.